# 駐日マラウイ大使館
駐日マラウイ大使館（ちゅうにちマラウイたいしかん、英語: Embassy of Malawi in Japan）は、東京都港区高輪三丁目にあるマラウイの大使館。在東京マラウイ大使館（英語: Embassy of Malawi in Tokyo）とも。

## 概要と場所
大使館は、高輪偕成ビルの7階に入っている。国旗は、ビルの入口に、主に月曜日から金曜日に掲揚されるが、まれに掲揚されない日もある。なお、同ビルの2階には駐日エチオピア大使館も入居しており、国旗も並んで掲揚される。
- 住所: 東京都港区高輪三丁目4-1 高輪偕成ビル7階
- アクセス: 都営浅草線高輪台駅A1出口

## 大使
2022年2月9日より、クワチャ・チシザが特命全権大使を務めている。

## ギャラリー

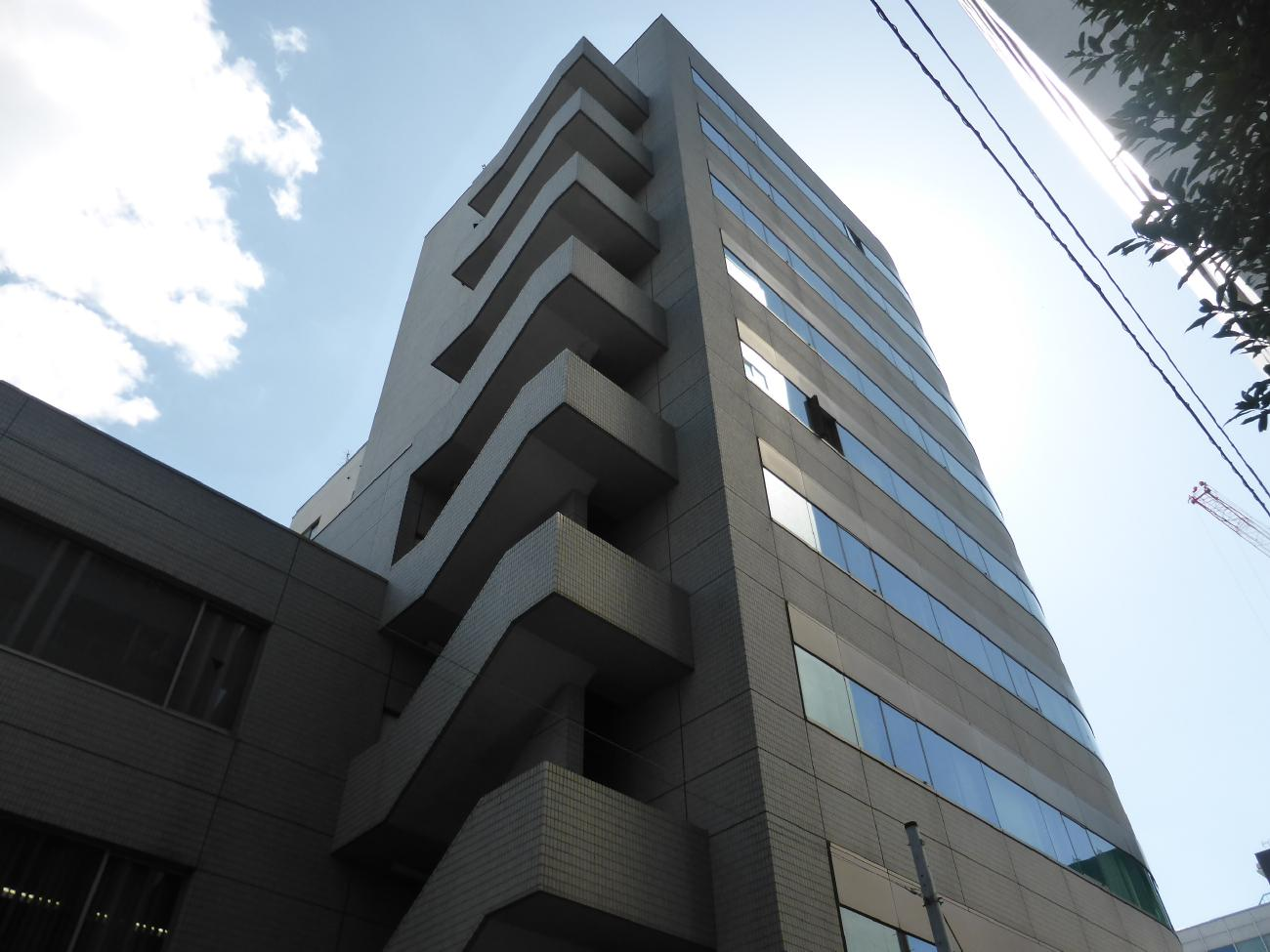
マラウィ大使館が入居するビル
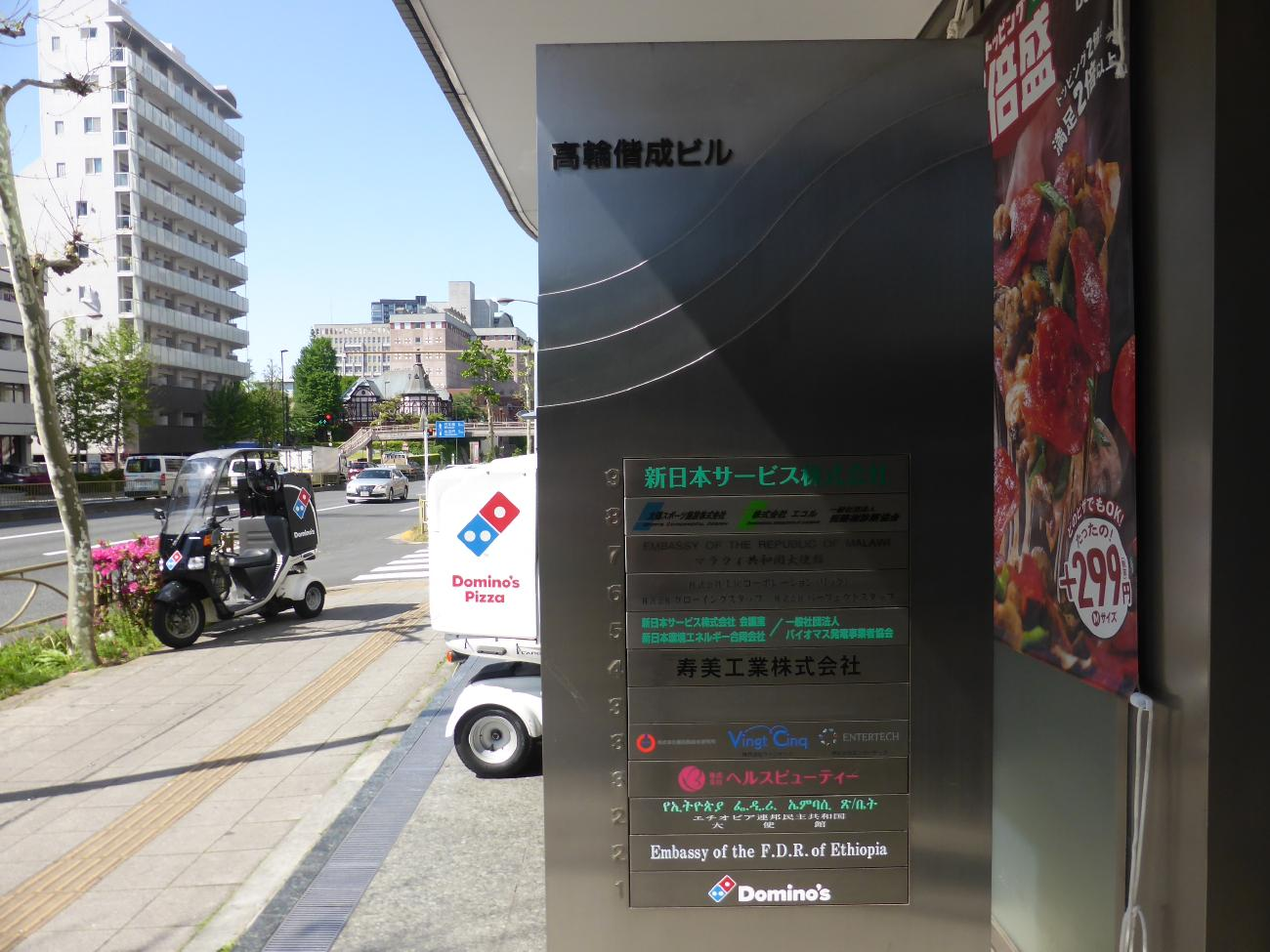
マラウィ大使館は国道1号線沿い
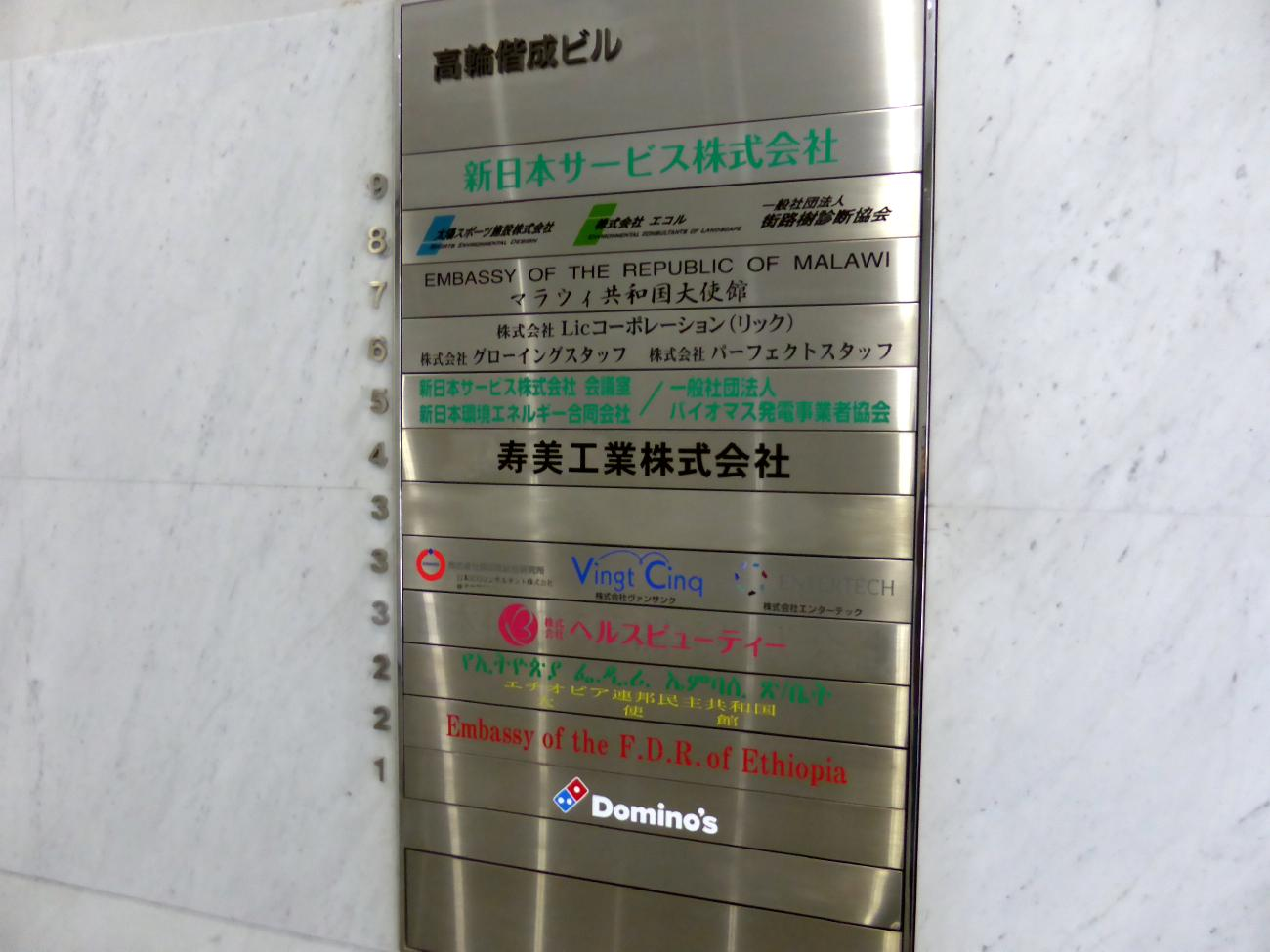
マラウィ大使館表札